# Erik H. Erikson

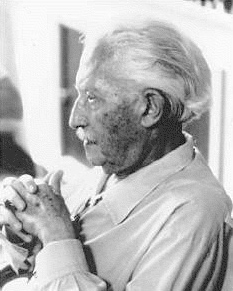
Erik Erikson

Erik Homburger Erikson (* 15. Juni 1902 bei Frankfurt am Main, Preußen, Deutsches Reich; † 12. Mai 1994 in Harwich, Massachusetts, USA) war ein deutsch-amerikanischer Psychoanalytiker und Vertreter der psychoanalytischen Ich-Psychologie. Bekannt wurde er insbesondere durch das von ihm gemeinsam mit seiner Ehefrau entwickelte Stufenmodell der psychosozialen Entwicklung.

## Leben und Werk

### Kindheit
Eriksons Mutter Karla Abrahamsen (1877–1960) stammte aus Kopenhagen und wuchs in einer gut situierten jüdischen Familie auf. Ihr Ehemann, der Börsenmakler Valdemar Salomonsen, verließ sie kurz nach der Hochzeit, und Karla Abrahamsen ging nach Deutschland. Damals war sie bereits schwanger, Salomonsen war jedoch nicht der Vater des Kindes. Diese Unkenntnis, wer sein leiblicher Vater war, belastete Erikson sein Leben lang. Er erfuhr es weder von seiner Mutter noch durch intensive Nachforschungen, die er sein Leben lang anstellte. Er selbst hatte die Vorstellung, dass sein Vater ein dänischer Adeliger war.
Die ersten drei Jahre wuchs Erikson in Frankfurt am Main bei seiner Mutter mit dem Namen Erik Abrahamsen auf. Im Jahr 1905 heirateten seine Mutter und der jüdische Kinderarzt Theodor Homburger (1868–1944), der das Kind behandelt hatte. Erikson bekam jetzt den Nachnamen des Stiefvaters und hieß fortan Erik Homburger. Die Familie zog nach Karlsruhe. Während seiner gesamten Kindheit wurde ihm verheimlicht, dass sein Stiefvater nicht sein biologischer Vater war. Erikson hatte die beiden Halbschwestern Ellen Homburger und Ruth Homburger.

### Weg in den Beruf
Nach dem Besuch des Karlsruher Bismarck-Gymnasiums studierte Erikson an einer Kunstakademie. Darauf folgten Wanderjahre als Künstler. Anschließend arbeitete er als Hauslehrer einer amerikanischen Familie in Wien. Über diese Familie entstand der Kontakt zur psychoanalytischen Bewegung. Erikson lernte Anna Freud kennen und kam mit ihrer Lehranalyse in Kontakt. Bekannt wurde er auch mit Sigmund Freud, Heinz Hartmann, Ernst Kris, Eva Rosenfeld und Helene Deutsch. Dadurch wurde sein Interesse an der Psychoanalyse geweckt: Er gab die Malerei auf, begann eine Lehranalyse und ließ sich zum Psychoanalytiker ausbilden.

### Eigene Familie
In Wien lernte Erik Erikson 1929 seine spätere Ehefrau, die kanadische Erzieherin und Tanzwissenschaftlerin Joan Serson kennen. Zwischen 1931 und 1944 bekam das Ehepaar insgesamt vier Kinder: Kai Theodor (* 1931), Jon (* 1933), Sue (* 1938) und Neil (* 1944). Trotz der intensiven Arbeit im psychoanalytischen Bereich unterzogen sich Erikson und seine Ehefrau selbst nie einer Psychoanalyse – das Familienleben war von „Mustern des Schweigens“ geprägt sowie von einer distanzierten Beziehung des Vaters zu seinen Kindern, wie seine Tochter beschreibt:

„Er hatte das Aufziehen der Kinder schon immer meiner Mutter überlassen, weil er sich selbst in all diesen Dingen für erbärmlich inkompetent, meine Mutter dagegen für außerordentlich begabt hielt.“

Da bei Neil nach der Geburt das Down-Syndrom festgestellt wurde, traf Erikson ohne Wissen seiner Ehefrau die Entscheidung, das Kind in ein Heim zu geben. Dies wurde sowohl innerhalb der Familie als auch nach außen tabuisiert –, die Familie zog fort und es bestand kein Kontakt zu dem Kind. Neil starb mit 21 Jahren. Das Aufrechterhalten einer perfekten „Fassade“ belastete die Familie schwer:

„Das öffentliche Bild, das sie abgaben, repräsentierte all das, was sie unbedingt sein wollten, während sie in ihrem privaten Leben von unerforschten, nie geklärten Gefühlen hinsichtlich ihrer Beziehung zu Neil, ihrer Beziehung zueinander und ihrer Beziehung zu ihren drei anderen Kindern heimgesucht wurden.“

### Emigration und Berufsweg
Nachdem die Nationalsozialisten 1933 in Deutschland die Macht erlangt hatten, emigrierte Erikson mit seiner Frau und seinem ersten Sohn Kai von Wien über Kopenhagen in die Vereinigten Staaten von Amerika. Er ließ sich in Boston nieder und eröffnete die erste Praxis für Kinderpsychoanalyse in der Stadt.
Nach der Ankunft in den USA änderte das Ehepaar den bisherigen Familiennamen „Homburger“: Der Sohn Kai bekam stattdessen den Nachnamen „Erikson“ – von „Eriks Sohn“ in Anlehnung an skandinavische Traditionen der Nachnamensgebung. Auch Joan und die später geborenen Kinder erhielten diesen Familiennamen. Lediglich Erik selbst behielt den Nachnamen seines Stiefvaters als mittleren Bestandteil seines Namens: „Erik H. Erikson“.
Im Jahr 1938 lebte er eine Zeitlang mit Sioux-Indianern zusammen und analysierte deren Zusammenleben. Im folgenden Jahr wurde Erikson US-amerikanischer Staatsbürger. Später reiste er auch an die nordkalifornische Westküste, um den indianischen Fischerstamm der Yurok zu studieren. In den USA wurde er – ohne jemals ein Universitätsstudium absolviert zu haben – Professor für Entwicklungspsychologie an den Eliteuniversitäten Berkeley und Harvard. Im Jahr 1959 wurde er in die American Academy of Arts and Sciences gewählt. In Harvard entwickelte und veröffentlichte er sein berühmt gewordenes Stufenmodell der psychosozialen Entwicklung, eine Weiterentwicklung des freudschen Modells psychosexueller Entwicklung, das die Entwicklung des Menschen von seiner Geburt an bis zum Tod in acht Phasen untergliedert. In jeder dieser Phasen des Entwicklungsmodells kommt es zu einer entwicklungsspezifischen Krise, deren Lösung den weiteren Entwicklungsweg bahnt. Das Schlüsselkonzept Eriksons zum Verständnis der menschlichen Psyche ist die Identität, beziehungsweise die Ich-Identität, im Gegensatz zur Ich-Entwicklung, die meist im jungen Erwachsenenalter stagniert.
Erikson entwickelte das Phasenmodell zusammen mit seiner Frau Joan Erikson – er hatte nicht studiert, sie dagegen schon. Er selbst gab später an, er könne seinen eigenen Anteil von dem ihren nicht unterscheiden – auch die Tochter beschreibt das Arbeiten der Eltern explizit und ausführlich als „Arbeitsteilung“. Dabei führte die wechselseitige emotionale Abhängigkeit zu zahlreichen Spannungen, die jedoch nicht offen thematisiert wurden. Darüber hinaus übersetzte bzw. korrigierte Joan seine Arbeiten, da sie Englisch als Muttersprache gelernt hatte, er aber nicht. In seinen letzten Jahren und nach seinem Tod entwickelte sie das gemeinsame Modell weiter und ergänzte eine 9. Lebensphase des hochbetagten Alters.
Im Phasenmodell der Eriksons wird jede Krise durch Polaritäten charakterisiert:
- Urvertrauen – Urmisstrauen
- Autonomie – Scham/Zweifel
- Initiative – Schuldgefühl
- Leistung – Minderwertigkeitsgefühl
- Identität – Identitätsdiffusion
- Intimität – Isolation
- Generativität – Stagnation
- Ich-Integrität – Verzweiflung

Dabei wird angenommen, dass diese Phasen altersspezifisch, aufeinander aufbauend und universell sind. Dies ist allerdings umstritten.
Neben der Kinder- und Entwicklungspsychologie beschäftigte sich Erikson auch mit Ethnologie. Hier prägte er 1968 den fruchtbaren Begriff der Pseudospeciation: der Urmensch hätte Stämme gebildet, die sich untereinander meist wie getrennte Arten (Pseudospecies) verhalten und miteinander konkurriert hätten.
Erikson verfasste ab den 1950er Jahren psychoanalytisch orientierte Biografien über Martin Luther und Mahatma Gandhi, unter anderem im Zusammenhang mit dem von ihm begründeten Begriff der Generativität. Mit seinem Buch über Luther wurde er zu einem Vorreiter der Psychohistorie. Methodisch in seiner Nachfolge bewegt sich damit auch die in Großbritannien lehrende australische Historikerin Lyndal Roper, u. a. in ihren detaillierten Studien ebenfalls über Luther. Für die Biografie über Mahatma Gandhi (Gandhi's Truth, 1969) erhielt Erikson 1970 den Pulitzer-Preis.

### Lebensende
Mitte der 1980er Jahre begann Erikson, sich emotional und geistig zunehmend zurückzuziehen. In dieser Phase setzte seine Frau die Arbeit zunehmend alleine fort.
Am 12. Mai 1994 verstarb Erik H. Erikson in Harwich, Massachusetts im Alter von 91 Jahren.

### Psychische Situation
Zeit seines Lebens kämpfte Erikson „mit einer Neigung zur Depression“. Er litt unter Gefühlen der eigenen Wertlosigkeit, Unsicherheit und Unzulänglichkeit. Als er 1929 seine Frau kennenlernte, hatte er sich gerade von einer schweren Depression erholt. Seine Frau wurde ihm aufgrund ihrer emotionalen Stärke zu einer unverzichtbaren Stütze.

## Verbindung mit anderen Theorien
In ihrem Artikel „Persönlichkeitsentwicklung nach Theorie von E. Erikson und nach A-Modell“ beschrieb die Psychologin und Sozionikerin Tatiana Prokofieva 1999 den Zusammenhang zwischen den Entwicklungsphasen von Erikson und den psychischen Funktionen aus dem sozionischen A-Modell. Jede psychische Funktion durchläuft im Leben einer Person eine Phase besonders intensiver Entwicklung. Diese Entwicklungsphasen beschreibt Erikson. Der Übergang von Stadium 6 auf 7 nach Erikson entspricht dem Übergang von sozionischen Funktionen 8 auf 2 (Kreativfunktion) und ist allgemein als Midlife-Crisis bekannt.
| Phasen (Erikson)                                       | Psychische Funktionen (Sozionik)             | Alter der besonders intensiven Entwicklung    |
| ------------------------------------------------------ | -------------------------------------------- | --------------------------------------------- |
| I. Ur-Vertrauen vs. Ur-Misstrauen                      | 5. Suggestivfunktion                         | 1 Lebensjahr (Säuglingsalter)                 |
| II. Autonomie vs. Scham und Zweifel                    | 6. Aktivierungsfunktion                      | 2 - 3 Lebensjahre (Kleinkindalter)            |
| III. Initiative vs. Schuldgefühl                       | 4. Verletzbarkeitsfunktion                   | 4 - 5 Lebensjahre (Spielalter)                |
| IV. Werksinn vs. Minderwertigkeitsgefühl               | 3. Rollenfunktion                            | 6 - 12 Lebensjahre (Schulalter)               |
| V. Identität vs. Ich-Identitätsdiffusion               | 7. Kontrollfunktion (Einschränkungsfunktion) | 13 - 18 Lebensjahre (Pubertätsalter)          |
| VI. Intimität und Solidarität vs. Isolation            | 8. Standardfunktion (Hintergrundfunktion)    | 19 - 25 Lebensjahre (frühes Erwachsenenalter) |
| VII. Generativität vs. Stagnation und Selbstabsorption | 2. Kreativfunktion                           | 26 - 40 Lebensjahre (Erwachsenenalter)        |
| VIII. Ich-Integrität vs. Verzweiflung                  | 1. Grundfunktion                             | 41 - Ableben (reifes Erwachsenenalter)        |

## Werke (Auswahl)
- Childhood and Society; New York 1950
  - Kindheit und Gesellschaft; Zürich 1957
- Jugend und Krise; Stuttgart 1970 (engl. 1968)
- Gandhis Wahrheit. Über die Ursprünge der militanten Gewaltlosigkeit; Suhrkamp, Frankfurt am Main 1978; 3. Auflage 1984, ISBN 3-518-27865-7. (engl. 1970)
- Einsicht und Verantwortung; Frankfurt a. M. (1964) 1971
- Identität und Lebenszyklus. Drei Aufsätze; Frankfurt a. M. 1966; 2. Aufl. 1973
- Young Man Luther: A Study in Psychoanalysis and History; W.W. Norton, 1958, ISBN 0-393-00170-9.
  - Der junge Mann Luther. Eine psychoanalytische und historische Studie; rororo 1970. ISBN 978-3-499-16733-1; Suhrkamp 2016. ISBN 978-3-518-46711-4.
- Der vollständige Lebenszyklus; Frankfurt a. M. 1988; 2. Aufl. 1992 (engl. 1985)

## Belege
1. ↑  Archivportal-D.
2. ↑  Peter Conzon: Erik H. Erikson. Grundpositionen seines Werkes. Stuttgart 2010, S. 12.
3. 1 2  Sue Erikson Bloland: Im Schatten des Ruhms. Erinnerungen an meinen Vater Erik H. Erikson. Gießen 2007.
4. ↑  Archivportal-D.
5. ↑  Erikson, E. H.: Lebensgeschichte und historischer Augenblick. Frankfurt 1977, S. 25.
6. ↑  Sue Erikson Bloland: Im Schatten des Ruhms. Erinnerungen an meinen Vater Erik H. Erikson. Gießen 2007, S. 55.
7. 1 2  Die bei Anna Freud begonnene Analyse brach er ab (Sue Erikson Bloland: Im Schatten des Ruhms. Erinnerungen an meinen Vater Erik H. Erikson. Gießen 2007, S. 74.)
8. ↑  Sue Erikson Bloland: Im Schatten des Ruhms. Erinnerungen an meinen Vater Erik H. Erikson. Gießen 2007, S. 61.
9. ↑  Sue Erikson Bloland: Im Schatten des Ruhms. Erinnerungen an meinen Vater Erik H. Erikson. Gießen 2007, S. 79.
10. ↑  Sue Erikson Bloland: Im Schatten des Ruhms. Erinnerungen an meinen Vater Erik H. Erikson. Gießen 2007, S. 32.
11. ↑  Sue Erikson Bloland: Im Schatten des Ruhms. Erinnerungen an meinen Vater Erik H. Erikson. Gießen 2007, S. 24ff.
12. ↑  Sue Erikson Bloland: Im Schatten des Ruhms. Erinnerungen an meinen Vater Erik H. Erikson. Gießen 2007, S. 37.
13. ↑  Sue Erikson Bloland: Im Schatten des Ruhms. Erinnerungen an meinen Vater Erik H. Erikson. Gießen 2007, S. 59f.
14. ↑  Flammer, August: Entwicklungstheorien. Psychologische Theorien der menschlichen Entwicklung. 4. Auflage. Hans Huber, Bern 2009.
15. ↑  Sue Erikson Bloland: Im Schatten des Ruhms. Erinnerungen an meinen Vater Erik H. Erikson. Gießen 2007, S. 75ff.
16. ↑  Erikson, Erik H./Erikson, Joan M.: The Life Cycle Completed (Extended Version). New York 1997.
17. ↑  Sue Erikson Bloland: Im Schatten des Ruhms. Erinnerungen an meinen Vater Erik H. Erikson. Gießen 2007.
18. ↑  Faltermaier/Mayring/Saup/Strehmel: Entwicklungspsychologie des Erwachsenenalters. 3. Auflage. Kohlhammer, Stuttgart 2014, S. 55–60.
19. ↑  Sue Erikson Bloland: Im Schatten des Ruhms. Erinnerungen an meinen Vater Erik H. Erikson. Gießen 2007, S. 150f.
20. ↑  Sue Erikson Bloland: Im Schatten des Ruhms. Erinnerungen an meinen Vater Erik H. Erikson. Gießen 2007, S. 64f. und 176f.

| Personendaten    | Personendaten                                          |
| ---------------- | ------------------------------------------------------ |
| NAME             | Erikson, Erik H.                                       |
| ALTERNATIVNAMEN  | Erikson, Erik Homburger                                |
| KURZBESCHREIBUNG | deutsch-amerikanischer Psychologe und Psychoanalytiker |
| GEBURTSDATUM     | 15. Juni 1902                                          |
| GEBURTSORT       | bei Frankfurt am Main                                  |
| STERBEDATUM      | 12. Mai 1994                                           |
| STERBEORT        | Harwich, Massachusetts, USA                            |